# Aardappelklokje
Het aardappelklokje (Calyptella gibbosa) is een paddenstoel uit de familie Marasmiaceae. De soort is een saprofiet en is een rode lijstsoort binnen Nederland. De soort groeit voornamelijk op aardappelloof en de stengels van brandnetels (Urtica).

## Naamgeving
De wetenschappelijke naam van de soort werd, als Cyphella gibbosa, gepubliceerd in 1848 door Joseph Henri Léveillé. Door Lucien Quélet werd ze in 1886 in het geslacht Calyptella geplaatst.

## Kenmerken
Het aardappelklokje heeft een hoed die wit van kleur is en bekervormig tot napvormig is. De paddenstoel is minder dan 1 centimeter groot. De hoed is 2 tot 5 bij 3 tot 6 millimeter in oppervlakte. Het hymenium heeft een gladde textuur en heeft een kleur die varieert van wit tot lichtgrijs. Het vlees van de paddenstoel heeft een zachte, taaie textuur. De soort is vrouwelijk.